# دقلة نور
دقلة نور ولقبها سيدة التمور وأصابع الضوء؛ صنف من النخيل الذي يُنتج أحسن أنواع التمور في الجزائر وتونس وليبيا، حيث يتميز تمرها عن بقية أنواع التمور بطعمه العسلي ولونه الذهبي. ودقلة نور تعد على رأس 300 من أصناف النخيل المنتشرة في الجزائر وتونس، وصاحبة الإنتاج الرئيسي لعدد من واحات الجنوب الجزائري، خاصة في ولاية بسكرة ووادي سوف وواحات الجريد التونسي، خاصة بقبلي وتوزر.

## أصل التسمية
دقلة نور من أجود أصناف الدقل، والدقل: دَقَل، واحدته دَقَلة: وهو في فصيح اللغة أسوأ أنواع النخل وأسوأه تمراً. في حين أن الدقل اليوم يعني ملك النخيل وتمره أفضل نوع.

ويذكر باجني أصل اسم دقلة «نور» قائلًا «إن نورة وليه من أولياء المسلمين مدفونة في الحريحيرة من قرى توجرت، ويحكى العرب أن هذه الولية قد توضأت لتصلي فنبتت نخلة في مكان ماء الوضوء، فسمي تمر هذا الصنف من الدقل دقلة نور».

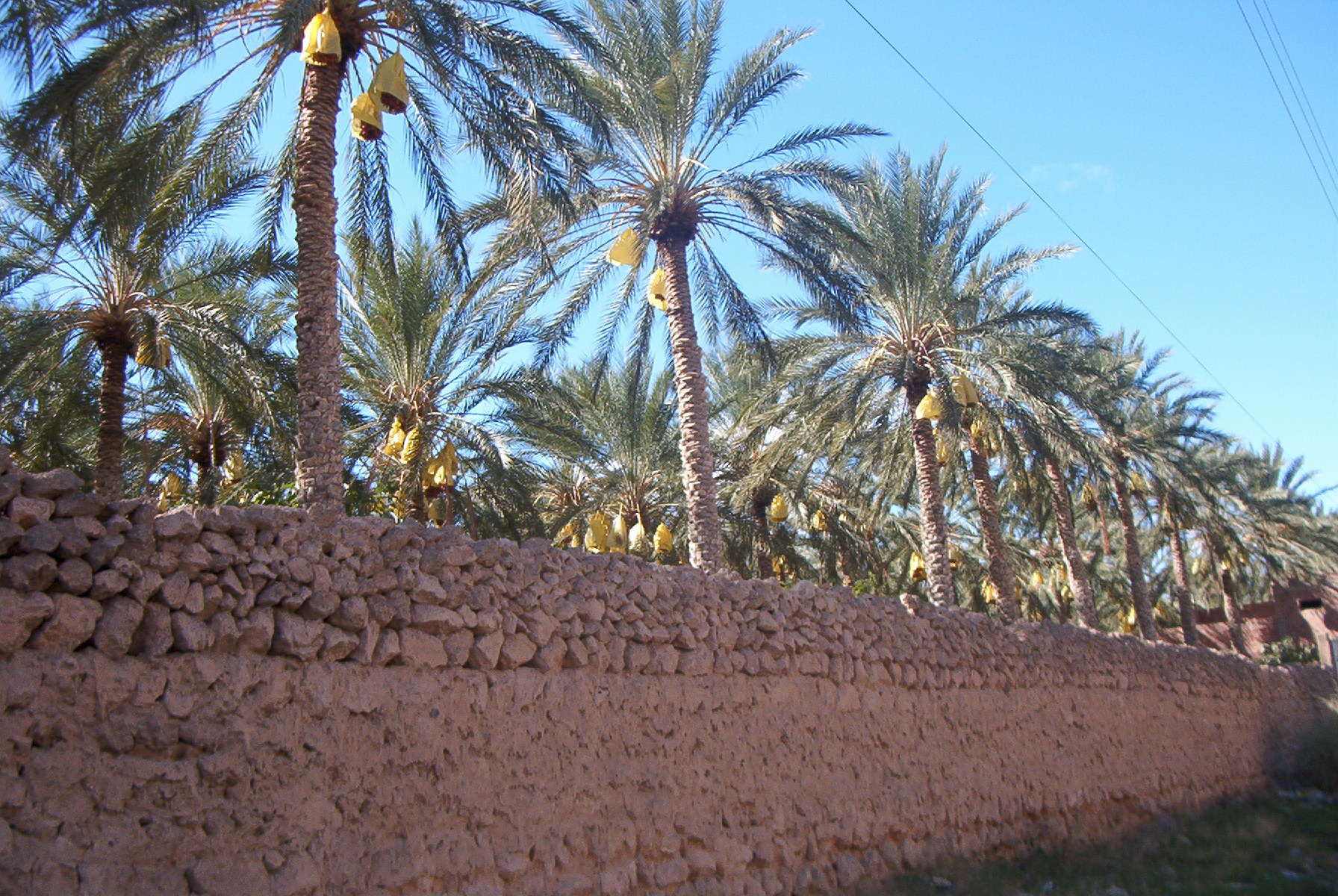
النخلة التي تنتج دقلة نور بسكرة

بينما يرجح آخرون أصل تسمية «دقلة» إلى «دجلة» نسبة إلى نهر دجلة بالعراق

## التاريخ
أما تاريخيا فإن ظهور هذا الصنف من التمور يعود إلى بضعة قرون فقط وقد انتشر أولا بواحات بسكرة وانتشر بصفة مكثفة في القرن العشرين، وكان ذلك على حساب الأصناف الأخرى من النخيل، «في الجزائر، فيرجع أصل نخلة «دقلة نور» إلى منطقة بسكرة حيث (اعتمادا على روايات كبار فلاحي المنطقة) تم خلال القرنين الماضيين تحويل أكثر من ألفين فسيلة دقلة إلى منطقتي واد سوف، وبذلك ازدهر بهاته المنطقة إنتاج هذا النوع من التمور، وتم أيضا إنشاء مصنع للتعليب وحفظ- المنتوج بولاية بسكرة ومنه يتم تصدير الدقلة إلى الخارج....»[بحاجة لمصدر] أما بالولايات المتحدة الأمريكية، فقد نقلت إليها فسائل نخيل الدقلة خلال الحرب العالمية الثانية عن طريق مهاجرين امريكان من مدينة بسكرة كما تم تسمية شارع أمريكي ببسكرة تكريما لها.

## مناطق تواجدها
يزرع هذا النوع خاصة في الجزائر، في منطقة الواحات خاصة واحات بسكرة وتحديدا طولقة كذلك في وادي سوف وتقرت، وتونس بغابات النخيل في ولايات قبلي وتوزر  ومدن جنوب غرب الولايات المتحدة الأمريكية (كاليفورنيا وأريزونا وتكساس) حيث المناخ يشبه مناخ شمال أفريقيا.

## الإنتاج

### الجزائر
تنتج الجزائر4.7 مليون قنطار (470 الف طن) من التمور أغلبها من نوعية دقلة نور. في سنة 2019 صرح وزير التجارة الجزائري سعيد جلاب أنه سيتم استحداث نظام مراقبة جديد لتسهيل عملية تصدير التمور نحو الخارج، كما شدد على أهمية حمايته وتكثيف دوريات المراقبة من طرف الجمارك والمصالح الأمنية لمنع تهريبه عبر الحدود.

### تونس
تنتج تونس بين 290 إلى 340 ألف طنّ من التمور، 80 بالمائة منها من صنف دقلة نور بعائدات تعادل 300 مليون دولار سنويا.
حيث تعتبر المصدر الأول في العالم من القيمة المالية وأول مزود لهذه النوعية من التمور للقارة الأوروبية

### فلسطين
يبلغ إنتاج فلسطين السنوي من التمور 13.5 ألف طن، وتشكل دقلة نور بجانب تمور بنت عيشة والمجهول ما يمثل 10% من إنتاج التمور في الأراضي الفلسطينية.

### الولايات المتحدة الأمريكية
تنتج الولايات المتحدة الأمريكية، 5% من الإنتاج العالمي لدقلة نور أي ما يعادل 175 ألف قنطار.

### إسرائيل
تتوفر إسرائيل على 27 ألف و336 نخلة منتجة لنوع دقلة نور وهي تشكل 4% من مجموع أعداد النخيل. يشكل إنتاج إسرائيل من دقلة نور 2% من الناتج العالمي أي 70 ألف قنطار.

## فوائدها
تمور دقلة نور غنية بالطاقة (295 سعرة حرارية لكل 100 غرام). وهي مؤلفة من 70 ٪ من الماء والسكر، كما أنه يحتوي على المعادن كالحديد والفوسفور والكبريت والبوتاس والمنغنيز والنحاس والكالسيوم ومغنسيوم، كما ويحوي على الكربوهيدرات والدهن والماء ونسبة من الأملاح المعدنية، وفيتامين أ، وب2، وفيتامين ج،[بحاجة لمصدر] وتستهلك بكثرة خلال شهر رمضان.
| القيمة الغذائية لكل 100 غ | القيمة الغذائية لكل 100 غ | القيمة الغذائية لكل 100 غ | القيمة الغذائية لكل 100 غ | القيمة الغذائية لكل 100 غ | القيمة الغذائية لكل 100 غ | القيمة الغذائية لكل 100 غ | القيمة الغذائية لكل 100 غ |
| ------------------------- | ------------------------- | ------------------------- | ------------------------- | ------------------------- | ------------------------- | ------------------------- | ------------------------- |
| كربوهيدرات                | ماء                       | بروتين                    | ليبيد                     | بوتاسيوم                  | فسفور                     | مغنسيوم                   | كالسيوم                   |
| 75.03 غ                   | 20.53 غ                   | 2.45 غ                    | 0.39 غ                    | 656 مغ                    | 62 مغ                     | 43 مغ                     | 39 مغ                     |

## معرض الصور

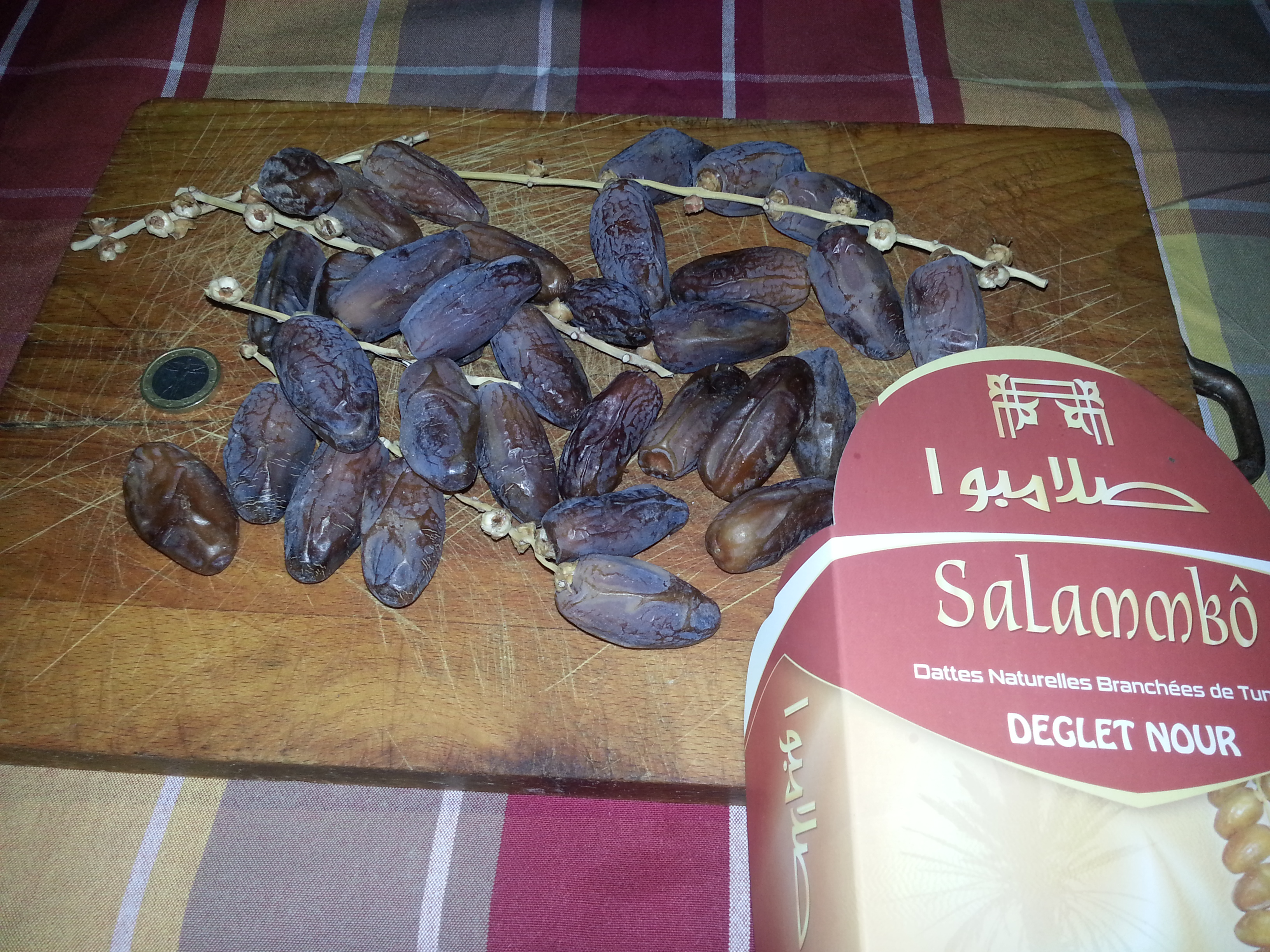
دقلة نور تونسية موجهة للتصدير
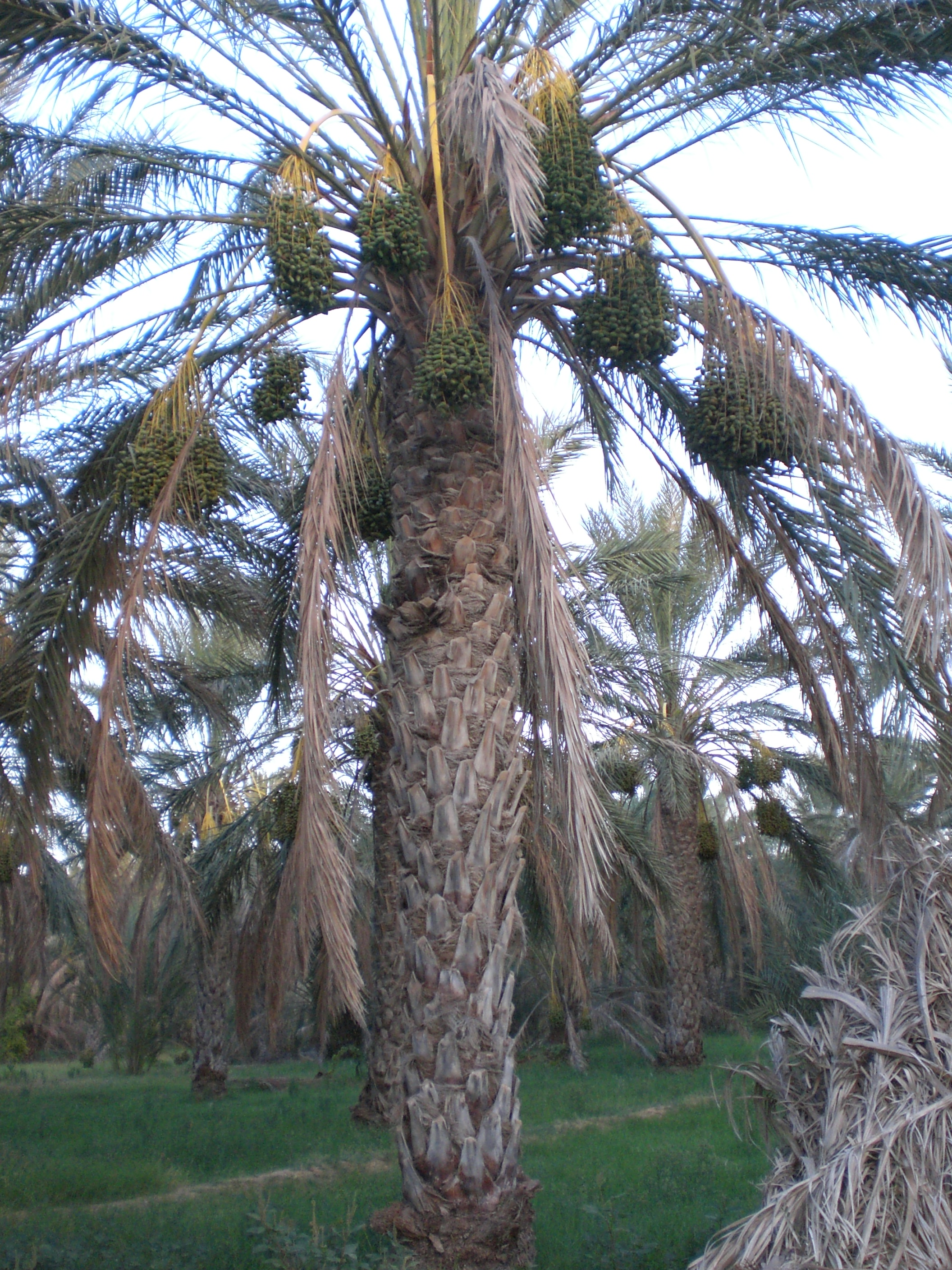
نخلة من نوع دقلة نور
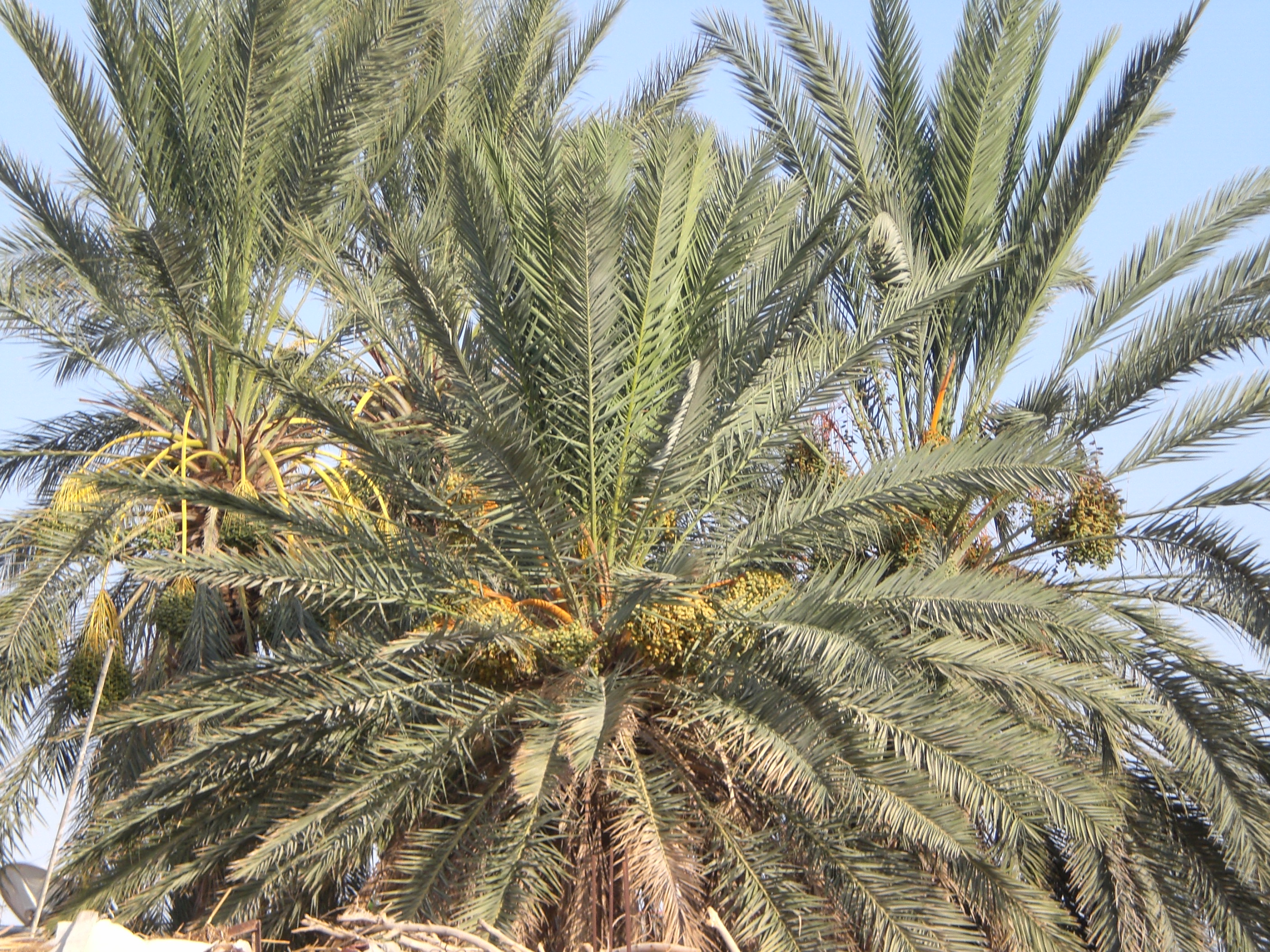
ثلاث نخلات بإحدى واحات قبلي، اليسرى منها نوع دقلة نور
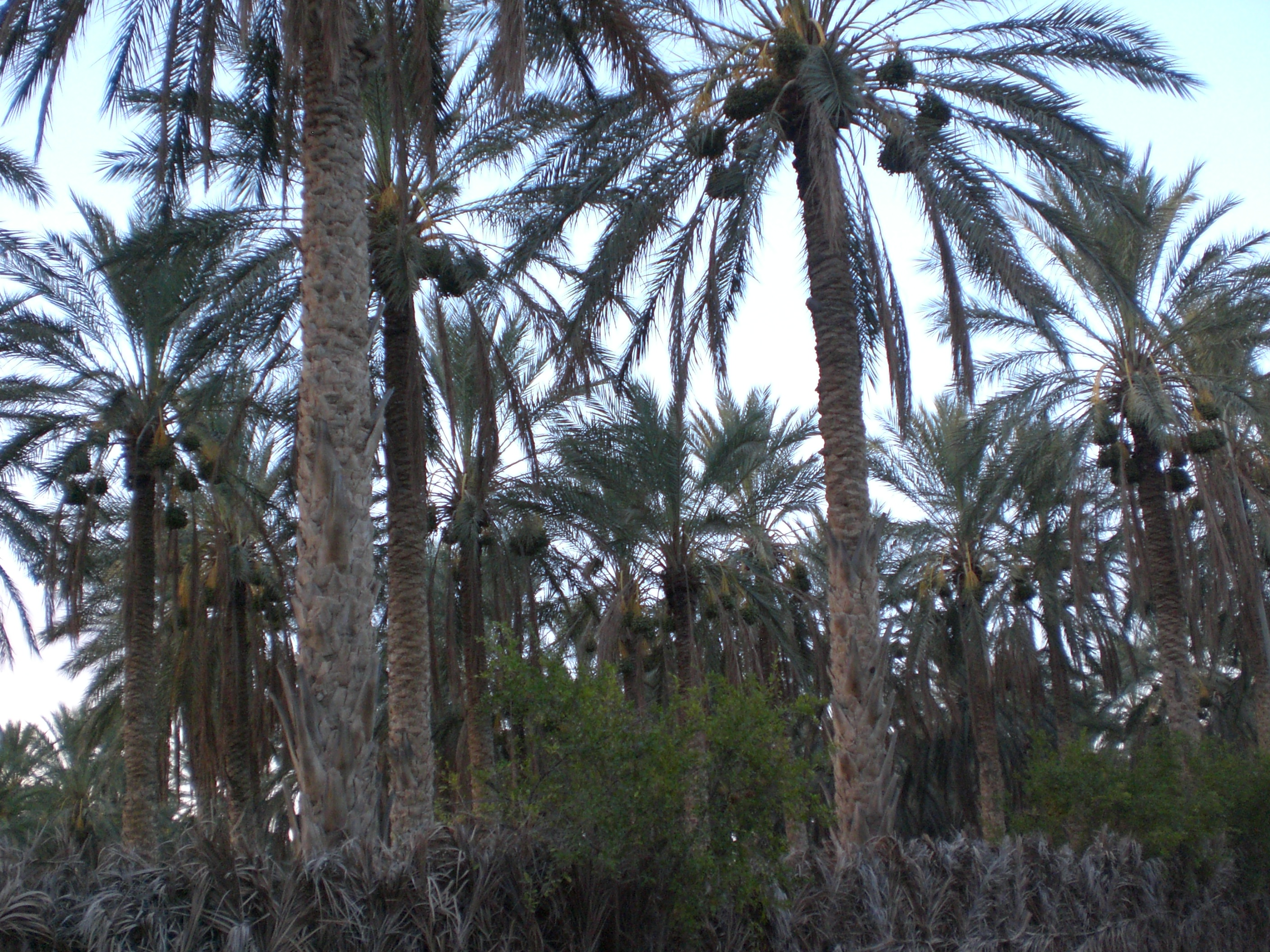
بستان من نخيل الدقلة المسنّة بقبلي
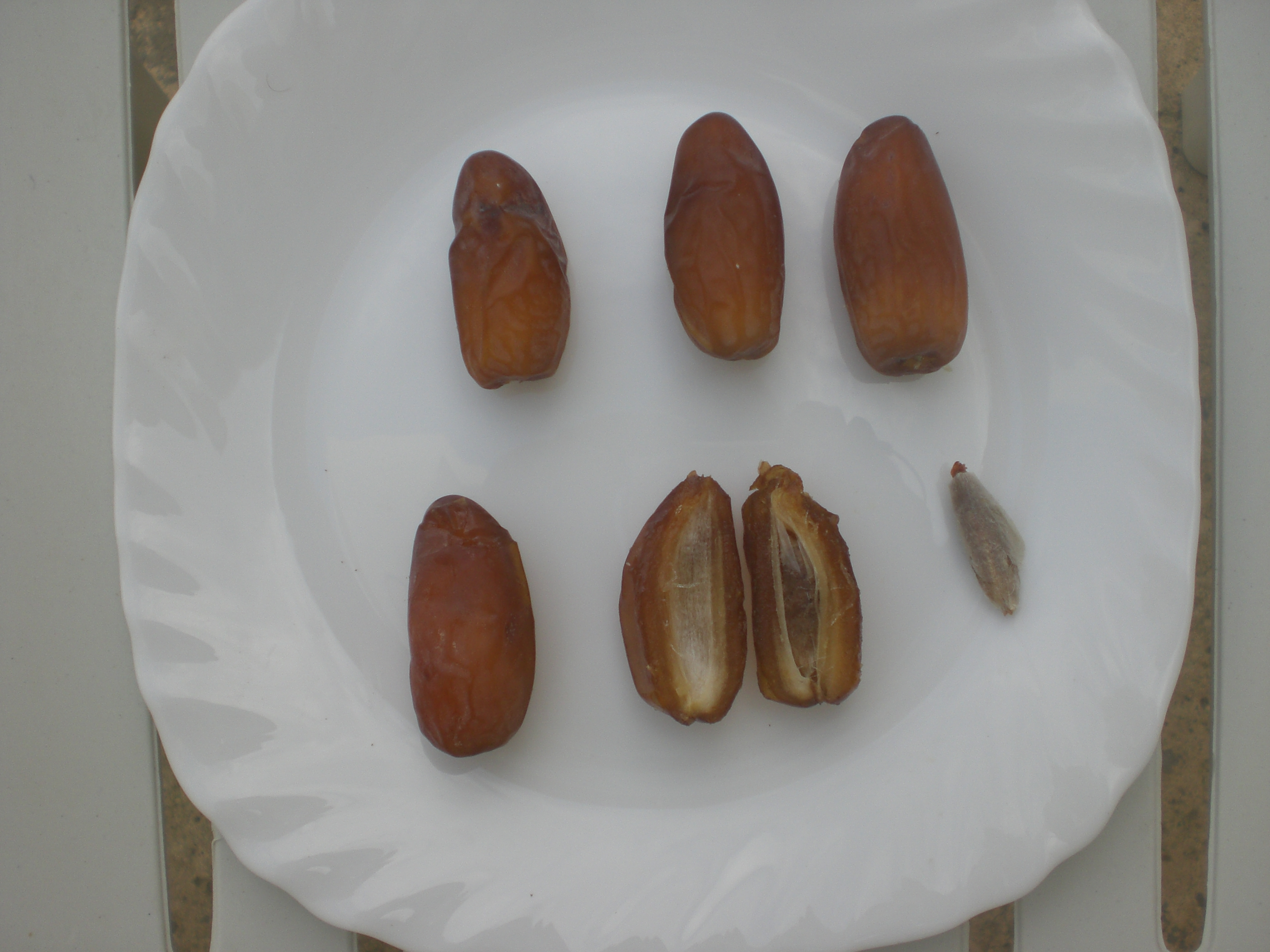
الدقلة : التمر والنوى ومقطع نصفي